# Pterogoniella tenera
Pterogoniella tenera là một loài rêu trong họ Sematophyllaceae. Loài này được (Mitt.) A. Jaeger ex Paris mô tả khoa học đầu tiên năm 1898.